# Паркове в Копривщица
Парковете в град Копривщица са разположени във възрожденският град, като места за отдих и общуване на местните жители и гостите на града от всички краища на България, достигащи до около 200 000 български и 28 000 чужди граждани.
Като основно място за спорт и отдих в община Копривщица е обособен крайречен парк „Тополница“, който представлява комплекс от алеи, беседки, пейки, цветни градини, детски площадки, развлекателни и спортни съоръжения. Разположен е около двата бряга на река Тополница, при преминаването и от южния до северния край на града. В зоната на парка попадат интересните исторически, етнографски и туристически обекти: Хаджи-Никола Торомановата къща, Народното читалище, старото класно училище „Св. св. Кирил и Методий“, Павликянската къща, Къща музей на Любен и Петко Каравелови и няколко хотела и ресторанта.
Град Копривщица разполага с аквапарк – атракцион за плуване и развлечения, изграден от неръждаема стомана, отопляван от слънчеви колектори и захранван с вода от водопроводната мрежа на града. Намира се непосредствено на изхода на града по посока към градовете Стрелча и Пловдив.
Парк „20-ти Aприл“ се намира на централният исторически площад в град Копривщица. До началото на ХХ век мястото е било малка улица със застроени сгради около нея. Около началото на века то е разчистено и през 1928 е открит новопостроеният мавзолей костница в чест на Априлци по проект на арх. Пантелей Цветков. Волята на дарителя Ненчо Палавеев е паркът да бъде създаден от Иван Джартазанов и местния лесовъд
Данаил Кусев. Уреденият парк е по проект на архитект Вельо Дебелянов и там е поставена чешма в чест на Рашко Маджаров и кооперативното водоснабдяване на града и региона. Тогава е извършено и свързаното с устройството преместване на руслото на Бяла река. В парка също се намира информационна витрина на Дирекция на музеите. През 1970-те години при предприетата значителна реконструкция пръстеният терен на площада е заменен с настилка от каменни плочи, премахната е и съществуващата до тогава естрада, декоративната ограда на костницата.
„Маджаров парк“ е дарение на храм „Успение на Пресвета Богородица“ от Михаил Маджаров. Паркът е наречен на негово име, а паметника на дарителя е поставен през 1946 г. Намира се северно от храма и е в своеобразен архитектурен ансамбъл с едноименната Маджарова чешма, намираща се в неговото подножие.
Паркът на Кооперативения пазар е изграден на мястото, където се е намирала родната къща на хилядника на копривщенските въстаници Найден Попстоянов и неговия брат Петко Попстоянов. Централно място тук заема детска площадка оборудвана с люлки, карерушки, детска пързалка и библиотека на открито. На 23 ноември 2009 година тържествено е открито обновлението на парка и площадката. Ремонтните дейности са извършени по инициатива и със средствата на Община Копривщица и Ротари клуб – гр. Пирдоп.
Паркът „Баркиш“ се намира източно над града в унищожената от бурята през 2013 година малка горичка, под него е Любчова чешма. С решение № 166 на Общински съвет – Копривщица от 17 март 2017 г. парка е изваден от регулация като такъв.По-късно това решение е отменено. В подножието на парка „Баркиш“ се намират Любчова чешма, която е построена през 2001 г., както и преместеното от околностите на връх Света Петка оброчище.
Детски еко парк „Каравелов“ изграден е в непосредствена близост до родния дом на Любен и Петко Каравелови.
Парк „Петрешка“ изграден е в близост до едноименната река, в Арнаут нахала в града, изграден с финанси и доброволен труд на копривщенци.
Проект за маунтинбайк парк в Средна гора, с център град Копривщица. Разнообразният терен, съчетан със сравнително малката разлика във височините е намиран за подходящ за изграждане на трасета за планинско колоездене. Почвата е предимно песъчлива, което не благоприятства образуването на неприятната за колоездачите кал. Наличните населени места в района на Копривщица са Антон, Душанци, Стрелча, Клисура и други съседни общини със своя относително продължителен туристически сезон и планински въздух са подходящи за инвестиции в тази област.